# Nina Kraljić
Nina Kraljić, née le 1er janvier 1992 à Lipovljani, est une chanteuse croate.

## Biographie
En 2009, elle participe l'équivalent croate de l'émission de télé-réalité Got Talent et se classe dans le top 10.
En 2015, Nina sort son premier single intitulé "Zaljuljali smo svijet".
En 2016, elle remporte l'émission The Voice Croatia.

## Eurovision

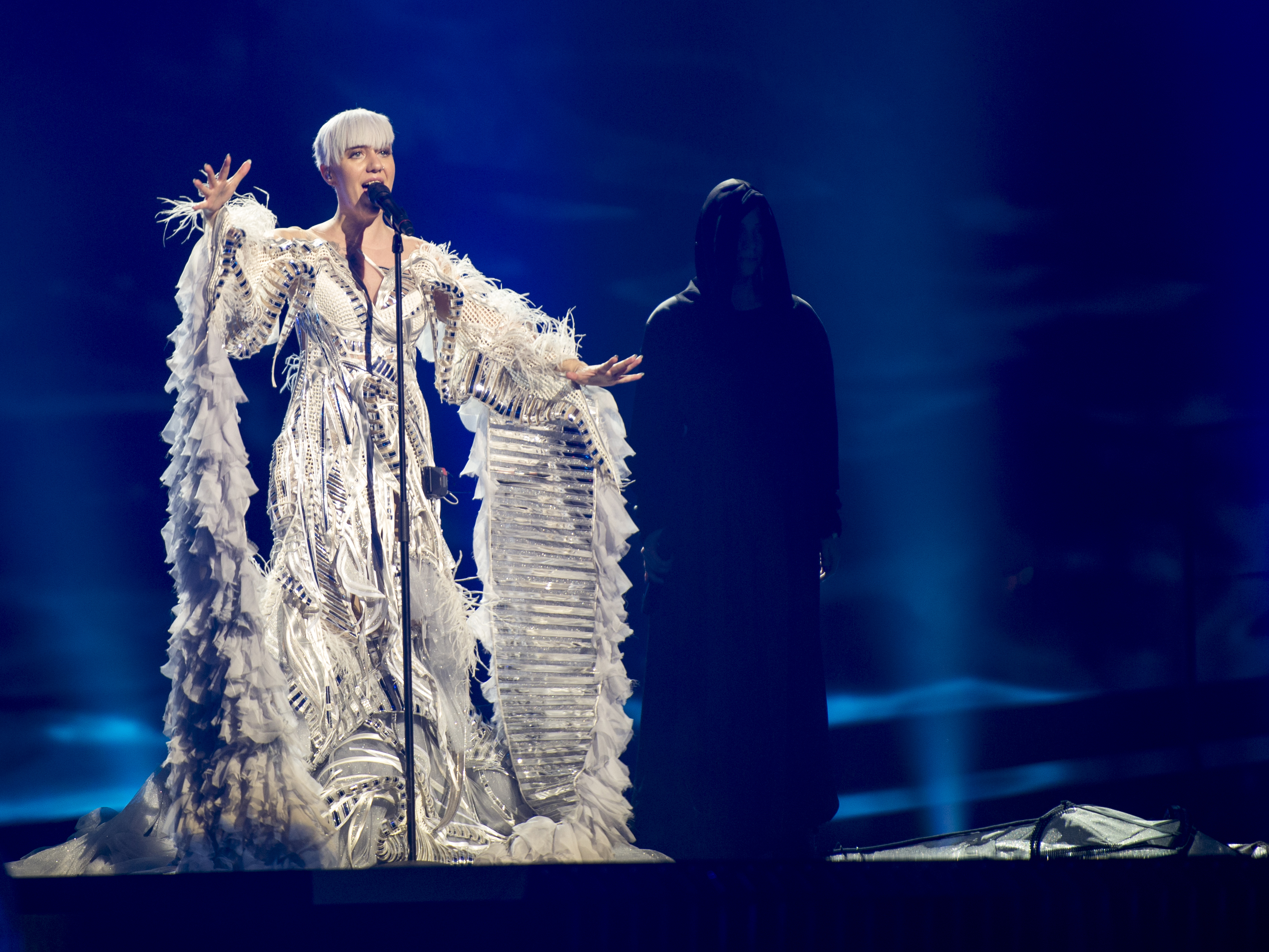
Nina Kraljić avec la chanson "Lighthouse" durant une répétition avant la première demi-finale du Concours Eurovision de la chanson 2016.

### 2016
Nina Kraljić est annoncée le 24 février 2016 comme représentante de la Croatie au Concours Eurovision de la chanson 2016 à Stockholm. Sa chanson Lighthouse est dévoilée le 9 mars 2016. Elle a participé à la demi-finale, le 10 mai où elle est qualifiée pour la finale du 14 mai et termine le concours à la 23e position avec 73 points.

### 2021
En 2021, elle participe au Dora, la sélection croate pour le Concours Eurovision de la Chanson 2021 avec la chanson Rijeka et son groupe Alkonost of Balkan. Elle termine avec 145 points à la seconde place du classement, derrière Albina et sa chanson Tick-Tock.

## Discographie
| Année | Titre                                         | Album |
| ----- | --------------------------------------------- | ----- |
| 2015  | "Zaljuljali smo svijet" (We rocked the world) | TBA   |